# Johann Nepomuk Hubert von Schwerz

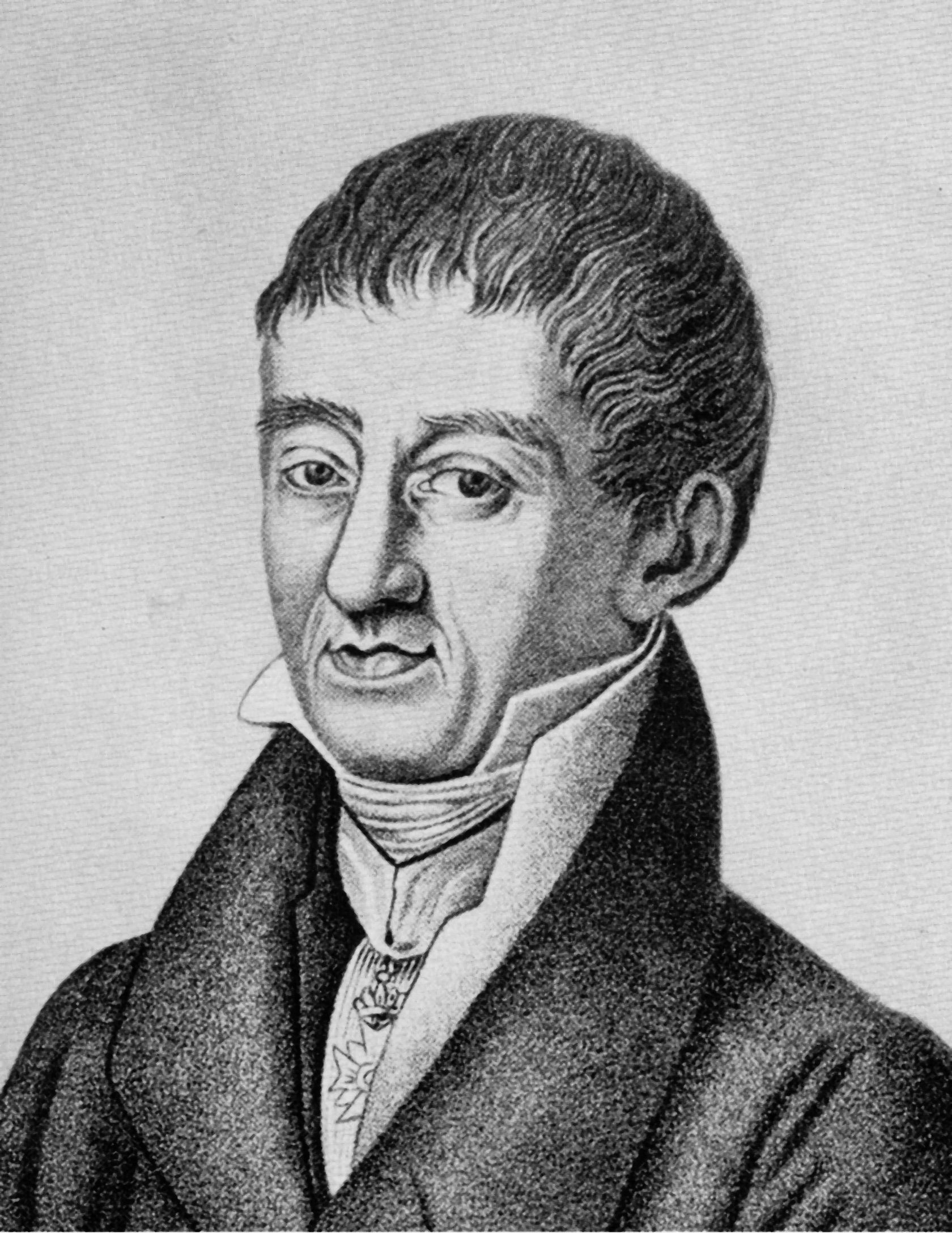
Johann Nepomuk Hubert von Schwerz.

Johann Nepomuk Hubert von Schwerz, född 11 juni 1759 i Koblenz, död där 11 december 1844, var en tysk agronom.
Schwerz verkade under 18 år som huslärare och sedan 1801 som godsförvaltare och vidgade sina kunskaper i lanthushållning genom inländska resor. Han blev 1816 preussiskt regeringsråd för lantbrukets främjande och kallades 1818 att grundlägga en lantbrukshögskola vid Hohenheim i Württemberg, vilken snart vann och sedan ständigt behöll högt anseende. Han författade flera arbeten om olika trakters jordbruk samt en länge använd lärobok, Anleitung zum praktischen Ackerbau (tre band, 1823-1828; fjärde upplagan 1857; ny bearbetning 1882).